# Disney's Bonkers
Pour les articles homonymes, voir Bonkers.
Ne pas être confondu avec le jeu Bonkers distribué la même année développé par Sega sur Mega Drive.
 (mai 2017).
Si vous disposez d'ouvrages ou d'articles de référence ou si vous connaissez des sites web de qualité traitant du thème abordé ici, merci de compléter l'article en donnant les références utiles à sa vérifiabilité et en les liant à la section « Notes et références ».
Disney's Bonkers ou encore Bonkers Hollywood Daisakusen! (ボンカーズ ハリウッド大作戦！) au Japon, est un jeu vidéo d'action-plates-formes en 2D, adapté de la série d'animation Bonkers de Walt Disney Television Animation. Le jeu a été développé et édité par Capcom sur Super Nintendo. Il est sorti en 1994 en Amérique du Nord, suivi du Japon en 1995. Il s'agit d'un jeu distinct du jeu éponyme Bonkers de Sega sorti sur Mega Drive la même année.

## Synopsis
Le toon Bonkers D. Bobcat, un lynx roux anthropomorphique, est un apprenti policier qui fait équipe avec l'humain Lucky Piquel. Un nouveau cambriolage a eu lieu dans la ville de Toonville, et trois de ses objets les plus précieux : le chapeau de sorcier de Fantasia, la voix de la petite sirène Ariel et la lampe magique d'Aladdin, ont disparu. Alors qu'ils mènent l'enquête, Lucky Piquel a un accident de voiture et se trouve immobilisé. C'est à Bonkers qu'il revient de mener seul l'enquête.

## Système de jeu
Le jeu est composé de 6 niveaux à défilement horizontal dans un univers Hollywoodien.
Bonkers peut attaquer les ennemis en leur sautant dessus et en leur lançant des bombes. Il est aussi capable de sprinter à la manière de Tiny Toon Adventures: Buster Busts Loose!. Il peut récolter des badges de police qui lui permettent de transporter plus de bombes.
Le jeu a été noté pour sa bonne réalisation mais critiqué pour son manque d'originalité.